# ودن كربعة (حزم العدين)

تعديل مصدري - تعديل

ودن كربعة محلة تابعة لقرية الجوز، التابعة لعزلة بني وائل بمديرية حزم العدين إحدى مديريات محافظة إب في الجمهورية اليمنية، بلغ تعداد سكانها 39 حسب تعداد اليمن لعام 2004.